# Analiza odpowiedniości
Analiza odpowiedniości (lub analiza korespondencji, ang. correspondence analysis) - metoda statystyczna eksploracyjnej analizy macierzy kontyngencji lub macierzy prawdopodobieństwa. Metoda ta zakłada istnienie ukrytych zmiennych (ang. hidden variables), zwanych zmienną wierszową i kolumnową. Wiersze wejściowej macierzy reprezentują różne możliwe stany zmiennej wierszowej a kolumny - zmiennej kolumnowej. Wartości wejściowej macierzy przedstawiają rozkład dwuwymiarowy tych dwóch zmiennych w populacji. Zadaniem analizy odpowiedniości jest takie odtworzenie wartości liczbowych stanów zmiennej wierszowej i kolumnowej, aby współczynnik korelacji Pearsona pomiędzy tymi zmiennymi przyjmował lokalne maksimum.
Metoda ta jest stosowana szczególnie często w naukach biologicznych oraz socjologicznych, gdzie często występują macierze kontyngencji. 

## Przykład
Kolumny macierzy mogą reprezentować partie polityczne, wiersze - okręgi wyborcze, a wartości macierzy - liczności głosów w poszczególnych okręgach, oddanych na daną partię. Wynikiem analizy korespondencji będzie uszeregowanie zarówno partii jak i okręgów w pewnej kolejności, której interpretacja należy do badacza. W praktyce może się np. okazać, że uszeregowanie to będzie odpowiadać osi lewica-prawica.

## Uogólnienia
- Wielowymiarowa analiza odpowiedniości (ang. multivariate correspondence analysis)
- Gradacyjna analiza odpowiedniości (ang. grade correspondence analysis) - wersja z rho Spearmana albo tau Kendalla zamiast korelacji Pearsona